# Anoplophora granata
Anoplophora granata là một loài bọ cánh cứng trong họ Cerambycidae.